# Tetragnatha strandi
Tetragnatha strandi là một loài nhện trong họ Tetragnathidae.
Loài này thuộc chi Tetragnatha. Tetragnatha strandi được miêu tả năm 1915 bởi Lessert.